# Gander nemzetközi repülőtér
A Gander nemzetközi repülőtér (IATA: YQX, ICAO: CYQX) a kanadai Ganderben (Új-Fundland és Labrador) található nemzetközi repülőtér és a Gander International Airport Authority üzemelteti. A Kanadai Erők ganderi bázisa osztozik a repülőtéren, de az a repülőtértől különálló egység. A repülőteret néha a "világ kereszteződéseként" emlegetik, mivel a transzatlanti járatok itt szálltak le tankolni. Éves utasforgalma 158 222 fő (2019).

## Sárga szalag hadművelet
2001. szeptember 11-én, amikor az Amerikai Egyesült Államok légtere a terrortámadások miatt le volt zárva, a Gander nemzetközi repülőtér 38 utasszállító repülőgépet fogadott, összesen 6122 utassal és 473 fős személyzettel, a Sárga Szalag Hadművelet keretében. A Gander több járatot fogadott, mint bármely más, a műveletben részt vevő kanadai repülőtér, kivéve Halifaxot. A 6595 utas és a személyzet a harmadik legtöbb utas, aki a műveletben részt vevő kanadai repülőtéren landolt, Vancouver és Halifax után.
Gander azért kapott ilyen nagy forgalmat, mert képes volt nagy repülőgépek fogadására, és mert a Transport Canada és a Nav Canada utasította az Európából érkező pilótákat, hogy kerüljék el a közép-kanadai nagy repülőtereket, mint például a Toronto-Pearson és a Montréal-Dorval. Az a fogadtatás, amelyet ezek az utazók a repülőtér közelében lévő közép-újfundlandi közösségekben kaptak, az egyik legszélesebb körben ismertetett boldog történet volt szeptember 11. körül, és a Come from Away című musicalben dramatizálták.
Gander és Halifax lakosságának tiszteletére a művelet során nyújtott támogatásukért a Lufthansa 2002. május 16-án "Gander/Halifax" névre keresztelt egy új Airbus A340-300-ast. Ez a repülőgép a D-AIFC lajstromjelet viseli, és ez volt a flotta első olyan repülőgépe, amely Németországon kívülről származó városnevet kapott.
A repülőtér volt a helyszíne a támadás első évfordulója alkalmából tartott kanadai megemlékezésnek, amelyen Jean Chrétien miniszterelnök, David Collenette közlekedési miniszter, Paul Cellucci, az Egyesült Államok kanadai nagykövete, valamint tartományi és helyi tisztviselők elnököltek. Az ünnepségen az egy évvel korábban oda irányított 6600 ember közül 2500-an is részt vettek.
A Come from Away című zenés színpadi előadás és annak filmadaptációja az Új-Fundland és Labrador tartománybeli Gander lakosainak és a kényszerleszállásban érintetteknek az élményein alapul.

## Kifutóplyák
A repülőtér futópályái:
- 3/21 (10 200 ft, 200 ft, aszfalt)
- 13/31 (8900 ft, 200 ft, aszfalt)

## Forgalom
Az utasforgalom az elmúlt években az alábbi módon változott:
| Utasok száma | 72 630 | 90 832 | 100 487 | 178 668 | 176 264 | 238 190 | 206 831 | 168 343 | 158 222 | 49 447 |
|              | 2007   | 2009   | 2010    | 2012    | 2013    | 2015    | 2016    | 2018    | 2019    | 2021   |